# Philippe Rebillé Philbert
Philippe Rebillé /fiˈlip ʁəbiˈje/, detto anche Philibert /filiˈbɛʁ/ o Philbert /filˈbɛʁ/ (1639 – Parigi, 1717) è stato un flautista francese.

## Vita
Philbert è legato all'introduzione del flauto traverso conico a una chiave (flûte d'Allemagne) alla corte francese. Durante il regno di Luigi XIV fu un componente dell'ensemble della Grande Écurie e un buon oboista negli Hautbois et musettes du Poitou, ai quali si unì al più tardi dal 1667. Luigi XIV apprezzò talmente il nuovo flauto che fece creare due nuovi posti nella cappella di corte per lui e un altro flautista, René Pignon detto Descoteaux. Secondo una breve biografia di Philbert pubblicata nel 1725 dal Mercure de France, il re amava molto ascoltarli suonare pezzi melodici e per questo li faceva venire spesso nei suoi appartamenti e nei giardini di Versailles.
Il suo posto agli Hautbois et musettes du Poitou era originariamente destinato al figlio del musicista Jean Brunet, ma questi stimava Philbert e divennero amici. Lo stesso fece anche la moglie di Brunet, Catherine Bonnières, ma al punto da avvelenare il marito per sposarne il collega. Nel corso dell'Affare dei veleni il crimine venne scoperto e lei giustiziata. Sebbene fosse consigliabile la fuga, Philbert si recò al carcere di Vincennes e riuscì a dimostrare la propria innocenza in modo convincente. Non solo riuscì a riottenere il proprio lavoro come prima, ma ora lo accompagnava anche la fama di essere il tipo di uomo per il quale una donna commette un delitto.
Fu un buon cantante e aveva doti di commediante, cosa che gli procurò molte apparizioni nei balletti di corte del re. Nell'opera di Philidor Le mariage de la grosse Cathos ("Le nozze della grossa Cathos") del 1688 diede prova di triplice talento: interpretando il personaggio del marito La Couture poté infatti cantare, danzare e recitare. Il suo assolo di danza non fu curato dal coreografo Jean Favier, ma lasciato al talento di Philbert. In particolare, ebbe modo di distinguersi nelle rappresentazioni del 1691 e del 1698 del Borghese gentiluomo nel ruolo di Mufti.